# Hans Weitpert
Johann Baptist Weitpert (* 15. August 1905 in München; † 28. März 1993 in Stuttgart) war ein deutscher Verleger, Druckereibesitzer, Fußballfunktionär und Kunstsammler. Er war von 1968 bis 1975 Präsident des VfB Stuttgart.

## Leben
Weitpert, Sohn eines Glasmalers, machte nach Abschluss der Volksschule 1919 eine Schriftsetzerlehre in seiner Geburtsstadt München. Er besuchte dort eine Meisterschule und mit einem Stipendium der Stadt München die Akademie für das Graphische Gewerbe. Er legte die Diplomprüfung der Meisterschule und die Meisterprüfung ab. In der Wirtschaftskrise war er kurze Zeit arbeitslos, 1928 arbeitete er erstmals für einen Verlag in leitender Funktion. 1932 wurde er technischer Leiter der Union Deutsche Verlagsanstalt in Stuttgart, wo er bald auch dem W. Kohlhammer Verlag vorstand. 
1945 schied er aus dem Unternehmen aus und wurde Mitbegründer der Kulturzeitschrift Standpunkt, die er drei Jahre später in die von ihm gegründete Stuttgarter Zentraldruckerei einbrachte. Mit dem Erlös seiner Anteile wurde er 1951 persönlich haftender Gesellschafter und Geschäftsführer im Belser-Verlag. Er baute die Druckerei zum größten Lohndruckunternehmen der Bundesrepublik um. Ab 1960 betrieb er gemeinsam mit seiner Frau Hilde Weitpert-Vogt den Wiederaufbau des Verlages als Kunstbuchverlag. Ein aufwendiger Bildband über das Zweite Römische Konzil ermöglichte ihm eine Privataudienz beim Papst und trug ihm eine sonst Konzilteilnehmern vorbehaltene Medaille ein.
1968 erwarb Weitpert die Zeitschriften-Tochtergesellschaft Kindler & Schiermeyer (Jasmin, Twen, Eltern und Bravo) des Springer-Verlags für einen Kaufpreis zwischen 70 und 80 Millionen Mark. Dem war der Bericht der Günther-Kommission vorausgegangen. Weitpert wurde durch den Kauf bundesweit bekannt. Er wurde Hauptgesellschafter der Tiefdruckereien Maul-Nürnberg und Belser, die er 1976 an Bertelsmann verkaufte. Außerdem gehörte ihm die Druckhaus Tempelhof GmbH-Berlin, Buch-Offsetbogendruck und Tiefdruckrotation (Ullsteinhaus am Mariendorfer Damm 1–3), deren Anteile er 1961 von Springer erwarb und die 1984 nach Insolvenz geschlossen wurde. 
Zusammen mit Hilde Weitpert-Vogt sammelte Weitpert Kunst. Seine Druckgraphik-Sammlung wurde 2006 von Nagel Auktionen versteigert. Er bekleidete viele Ehrenämter in Stuttgart, war Senator der Gutenberg-Gesellschaft in Mainz und Honorarkonsul von Togo. Weitpert wurde vom Bundesverband Druck und Medien zu dessen Ehrenpräsidenten ernannt. 
Zwischen 1968 und 1975 war Weitpert Präsident des VfB Stuttgart. Wegen seiner gefärbten Haare erhielt er von den Anhängern des VfB Stuttgart den Spitznamen „Lila Hans“. Sein Nachfolger als Präsident wurde Gerhard Mayer-Vorfelder.
Weitpert war seit dem 10. Dezember 1973 mit Mathilde geb. Vogt verheiratet. Die Eheschließung fand in Berlin-Zehlendorf statt. Hans Weitpert starb am 28. März 1993 um 08:25 Uhr im Marienhospital Stuttgart in der Böheimstraße 37 in Stuttgart im Alter von 87 Jahren. Er wohnte zuletzt Im Betzengaiern 7 in Sonnenberg (Stuttgart). Er war katholischer Konfession.